# Liste der Kulturgüter in Gurzelen
Die Liste der Kulturgüter in Gurzelen enthält alle Objekte in der Gemeinde Gurzelen im Kanton Bern, die gemäss der Haager Konvention zum Schutz von Kulturgut bei bewaffneten Konflikten, dem Bundesgesetz vom 20. Juni 2014 über den Schutz der Kulturgüter bei bewaffneten Konflikten sowie der Verordnung vom 29. Oktober 2014 über den Schutz der Kulturgüter bei bewaffneten Konflikten unter Schutz stehen.
Objekte der Kategorie A sind im Gemeindegebiet nicht ausgewiesen, Objekte der Kategorie B sind vollständig in der Liste enthalten, Objekte der Kategorie C fehlen zurzeit (Stand: 18. Februar 2024). Unter übrige Baudenkmäler sind geschützte Objekte zu finden, die im Bauinventar des Kantons Bern als «schützenswert» verzeichnet sind.

## Kulturgüter
| Foto |                                                                                              | Objekt                                                            | Kat. | Typ | Standort                             | Beschreibung |
| ---- | -------------------------------------------------------------------------------------------- | ----------------------------------------------------------------- | ---- | --- | ------------------------------------ | --- |
| ja   | Datei hochladen · Wikidata zu Reformierte Kirche mit Pfarrhaus und Pfrundscheune (Q29652122) | Reformierte Kirche mit Pfarrhaus und Pfrundscheune KGS-Nr.: 00929 | B    | G   | Dörfli 120, 121, 122 607220 / 180950 | 1710 erbaute Saalkirche im barocken Stil mit dreiseitig geschlossenem Chor und Giebelreiter. Das auf einer Hügelkuppe stehende Gebäude besitzt weiss gekalktes Mauerwerk, die Ecklisenen sowie die Tür- und Fenstergewände bestehen aus Sandstein. Zur selben Baugruppe gehören das 1560 entstandene Pfarrhaus, ein repräsentativer spätgotischer Putzbau, sowie die aus der zweiten Hälfte des 18. Jahrhunderts stammende Pfrundscheune. |

## Übrige Baudenkmäler
Hinweis: Anstelle der KGS-Nummer wird als Objekt-Identifikator (ID) die Grundstücksnummer verwendet.
| ID  | Foto |                 | Objekt                         | Typ | Standort                        | Beschreibung |
| --- | ---- | --------------- | ------------------------------ | --- | ------------------------------- | ------------ |
| 9   | BW   | Datei hochladen | Ehemaliges Schulhaus (1823)    | G   | Dörfli 118 607181 / 180966      |              |
| 91  | ja   | Datei hochladen | Ehemaliges Bauernhaus (1707)   | G   | Gasse 9 607805 / 180745         |              |
| 185 | BW   | Datei hochladen | Wohnstock (1795)               | G   | Steinried 84 606869 / 180356    |              |
| 191 | BW   | Datei hochladen | Bauernhaus (1722)              | G   | Obergurzelen 30 607871 / 180604 |              |
| 407 | BW   | Datei hochladen | Bauernhaus (1783)              | G   | Gürbmatt 92 606014 / 180975     |              |
| 407 | BW   | Datei hochladen | Stöckli (Mitte 19. Jh.)        | G   | Gürbmatt 93 605988 / 180963     |              |
| 465 | ja   | Datei hochladen | Campagne Schlingmoos (um 1740) | G   | Schlingmoos 101 606824 / 180837 |              |